# Rasmus Jarlov
Rasmus Jarlov, né le 29 avril 1977 à Aarhus (Danemark), est un homme politique danois membre du Parti populaire conservateur (KF). Il est député entre 2010 et 2011 et depuis 2015.

## Biographie
Rasmus Jarlov est diplômé de l'école de commerce de Copenhague en 2003. Après ses études, il y intervient en tant que chargé de cours. Il est également employé au sein de l'entreprise pharmaceutique Novo Nordisk.
Il est candidat pour le Parti populaire conservateur aux élections législatives de 2007. Il n'obtient pas assez de voix pour être élu, et devient le deuxième suppléant de son parti dans sa circonscription. À ce titre, il devient membre temporaire du Folketing en remplacement de la députée Charlotte Dyremose à partir de janvier 2010. Le 1er septembre, il devient député de plein exercice après la démission de Henrik Rasmussen. Il n'est pas réélu lors des élections législatives de 2011.
En novembre 2009, il est élu au conseil municipal de Copenhague. Lors des élections municipales de 2013, il est la tête de liste du Parti populaire conservateur à Copenhague. Il est alors réélu pour un second mandat. Il quitte le conseil municipal en cours de mandature, en 2015,.
Il fait son retour au Folketing lorsqu'il y remporte un siège lors des élections législatives de 2015. Il devient alors président de la commission de la défense du Folketing.
Le 21 juin 2018, il est nommé ministre du Commerce et de la Croissance dans le gouvernement de Lars Løkke Rasmussen pour remplacer Brian Mikkelsen après sa démission.
Il est réélu au Folketing lors des élections législatives de 2019 à l'issue desquelles il quitte le gouvernement, son parti retournant dans l'opposition. Il remporte un nouveau mandat lors des élections législatives de 2022.
En octobre 2024, il déclare qu'il ne sera pas candidat à sa réélection pour un nouveau mandat au Folketing lors des prochaines élections législatives. En mars 2025, il annonce sa volonté d'être candidat aux élections municipales de novembre pour devenir maire de Roskilde.